# الحجر الأبيض (حمص)
الحجر الأبيض قرية سورية في منطقة تلكلخ التابعة لمحافظة حمص.